# Christian Ryan
Christian Ryan, né le 5 juin 1977 à Warrnambool, est un rameur d'aviron australien. 

## Carrière
Christian Ryan participe aux Jeux olympiques de 2000 à Sydney et remporte la médaille d'argent avec le huit  australien composé de Alastair Gordon, Mike McKay, Nick Porzig, Robert Jahrling, Stuart Welch, Daniel Burke, Jaime Fernandez et Brett Hayman.